# Camp de Vénissieux
Le camp de Vénissieux (ou camp de Vénissieux-Saint-Fons), situé 25-27 avenue de la République à Vénissieux (Métropole de Lyon), fut utilisé notamment pour l'internement des Juifs apatrides lors des rafles de l'été 1942 pendant la Seconde Guerre mondiale, et de tsiganes, puis de prisonniers allemands de fin 1944 à 1948.

## Le sauvetage des enfants juifs
Dans le cadre de la grande rafle du 26 août 1942, 1 016 Juifs considérés comme apatrides sont arrêtés puis internés dans le camp de Vénissieux. 546 partiront de Lyon pour le camp de Drancy, antichambre des camps de la mort.
Une nouvelle circulaire des autorités de Vichy venant de paraître stipulait que les orphelins ne feraient pas partie des personnes déportées. Flouant les autorités, des œuvres charitables vont s'introduire dans le camp et faire signer à des détenus en partance des actes de délégation de paternité. En les reniant, ces femmes et ces hommes sont allés au-delà d’eux-mêmes pour laisser à leurs enfants une chance de survie. 
108 enfants sont ainsi exfiltrés durant la nuit du 28 au 29 août (quatre seront repris et assassinés, 9 enfants retrouveront leurs parents). À l'extérieur du camp de nombreux relais seront nécessaires pour les cacher jusqu'à la fin de la guerre.
Bien que méconnu, ce sauvetage est un des plus spectaculaires de la Seconde Guerre mondiale. Citons le cardinal Gerlier (Primat des Gaules, Archevêque de Lyon) qui couvre de son autorité morale les actions illégales du groupe de Résistance L'Amitié Chrétienne (l’abbé Glasberg, le Révérend Père Chaillet et Jean-Marie Soutou) mais aussi le Pasteur Boegner, Madeleine Barot et la CIMADE, le docteur Joseph Weill, Charles Lederman, Elisabeth Hirsch, Hélène Levy, Claude Gutmann ainsi que l’OSE (Œuvre de secours aux enfants), Gilbert Lesage et le Service Social des Etrangers.
« L’épisode de Vénissieux a freiné la coopération policière de Vichy et ralenti les déportations. C’est l’action collective de sauvetage d’enfants juifs en France la plus exceptionnelle de la guerre ». Serge Klarsfeld.
Le 29 août 2012, une plaque commémorative a été inaugurée à l'occasion du 70e anniversaire de l'événement,. Elle rend hommage : « à toutes celles et ceux qui, à titre individuel, et au nom d'associations caritatives ont participé du 26 au 29 août 1942 au sauvetage des juifs étrangers arrêtés en Rhône-Alpes et regroupés au camp de Vénissieux ».

## Témoignage
Le Médecin Adam a pu pénétrer dans le camp durant la guerre. Il en donne un descriptif très détaillé dans le document suivant (déposition de juin 1952).

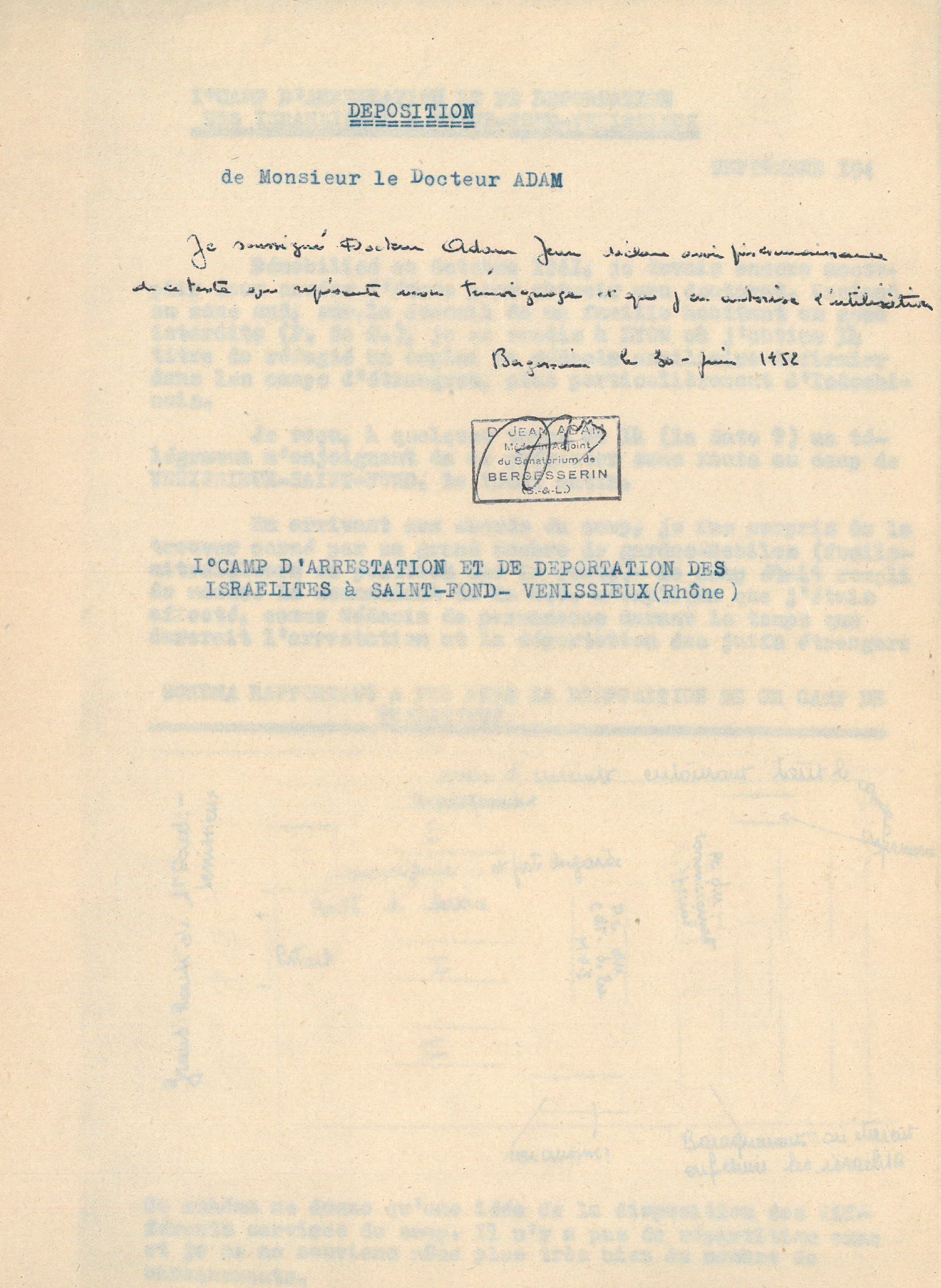
Déposition du Docteur Adam. ADRML 31 J B 113
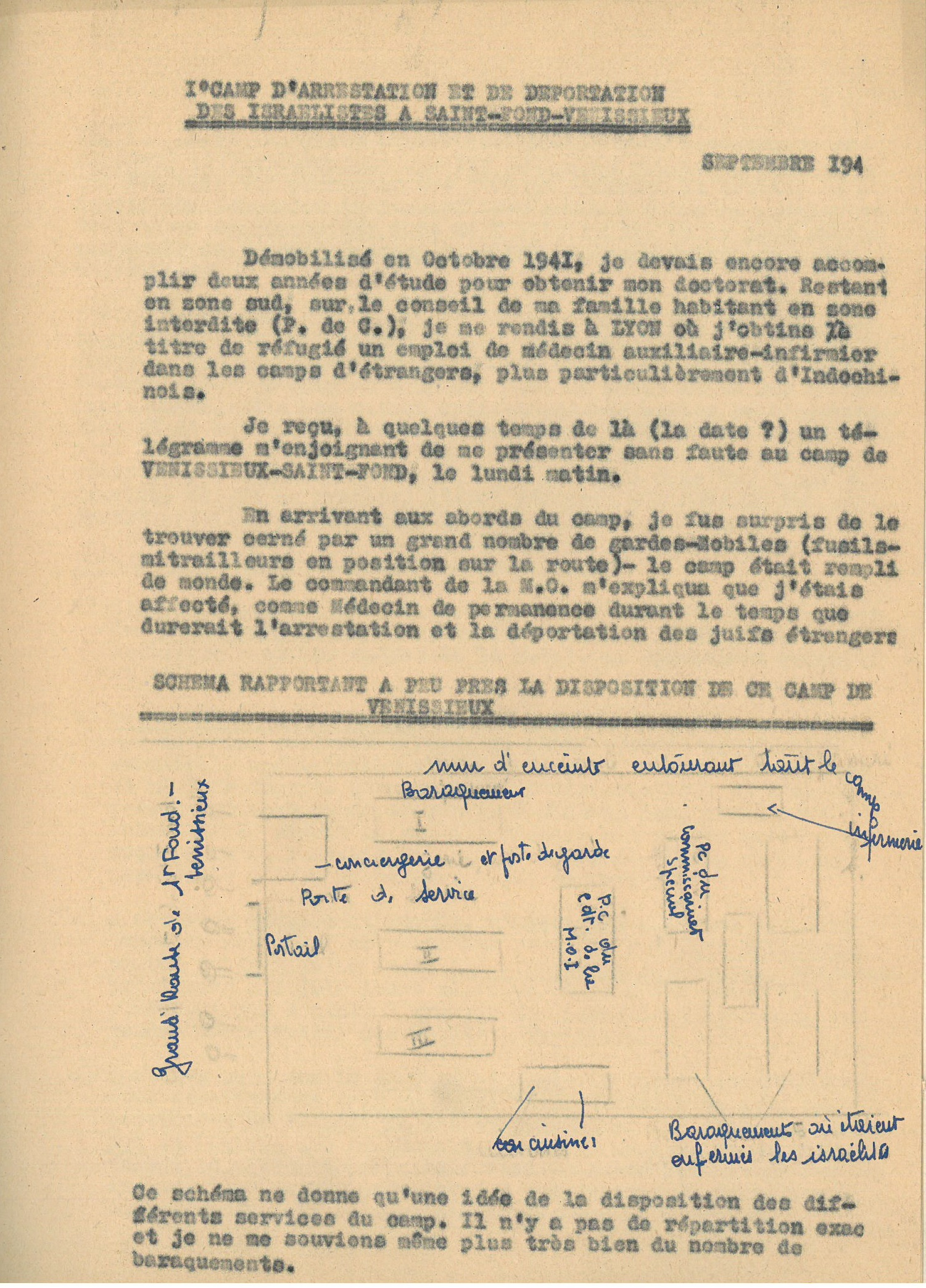
Déposition du Docteur Adam. ADRML 31 J B 113
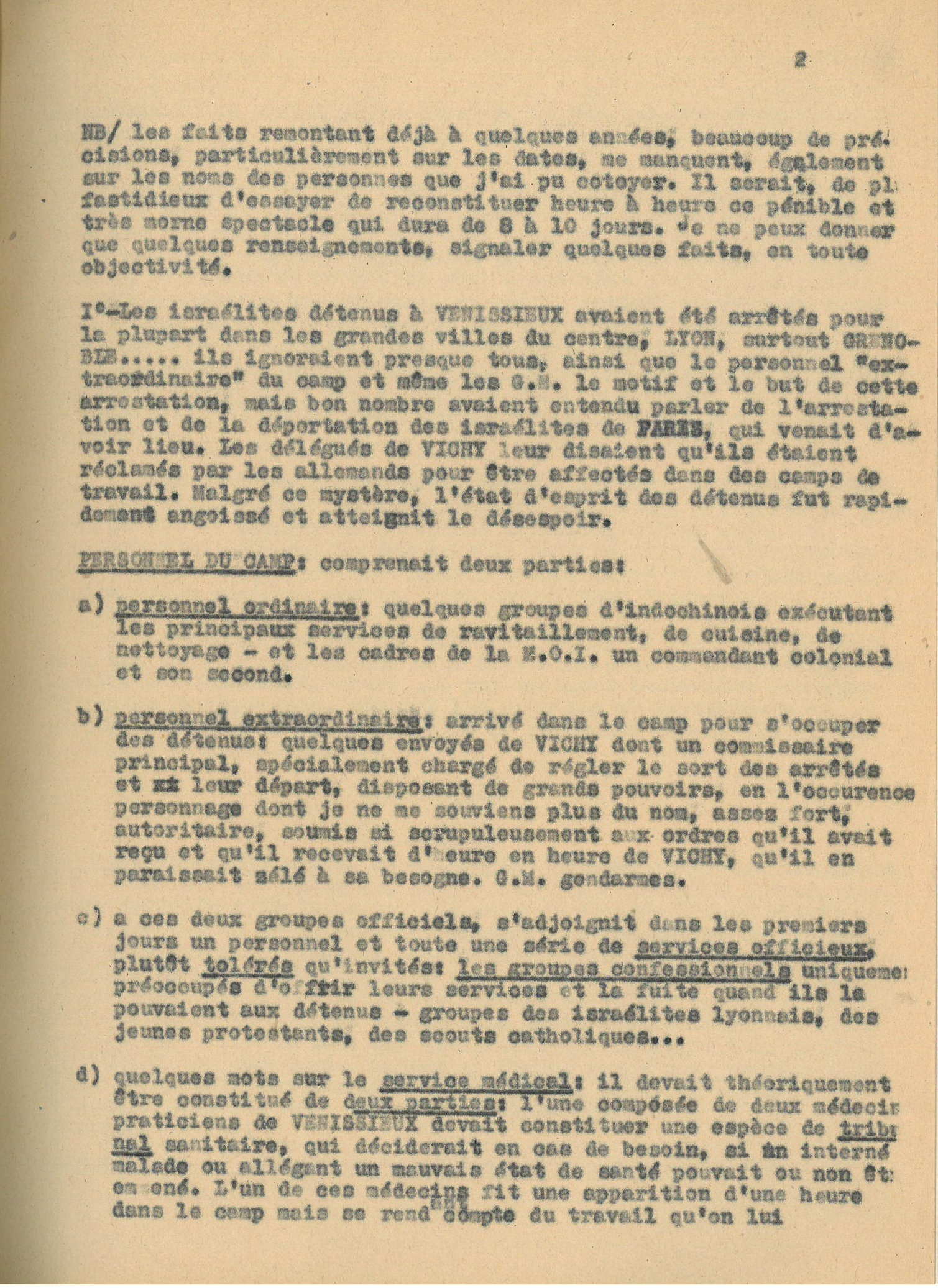
Déposition du Docteur Adam. ADRML 31 J B 113
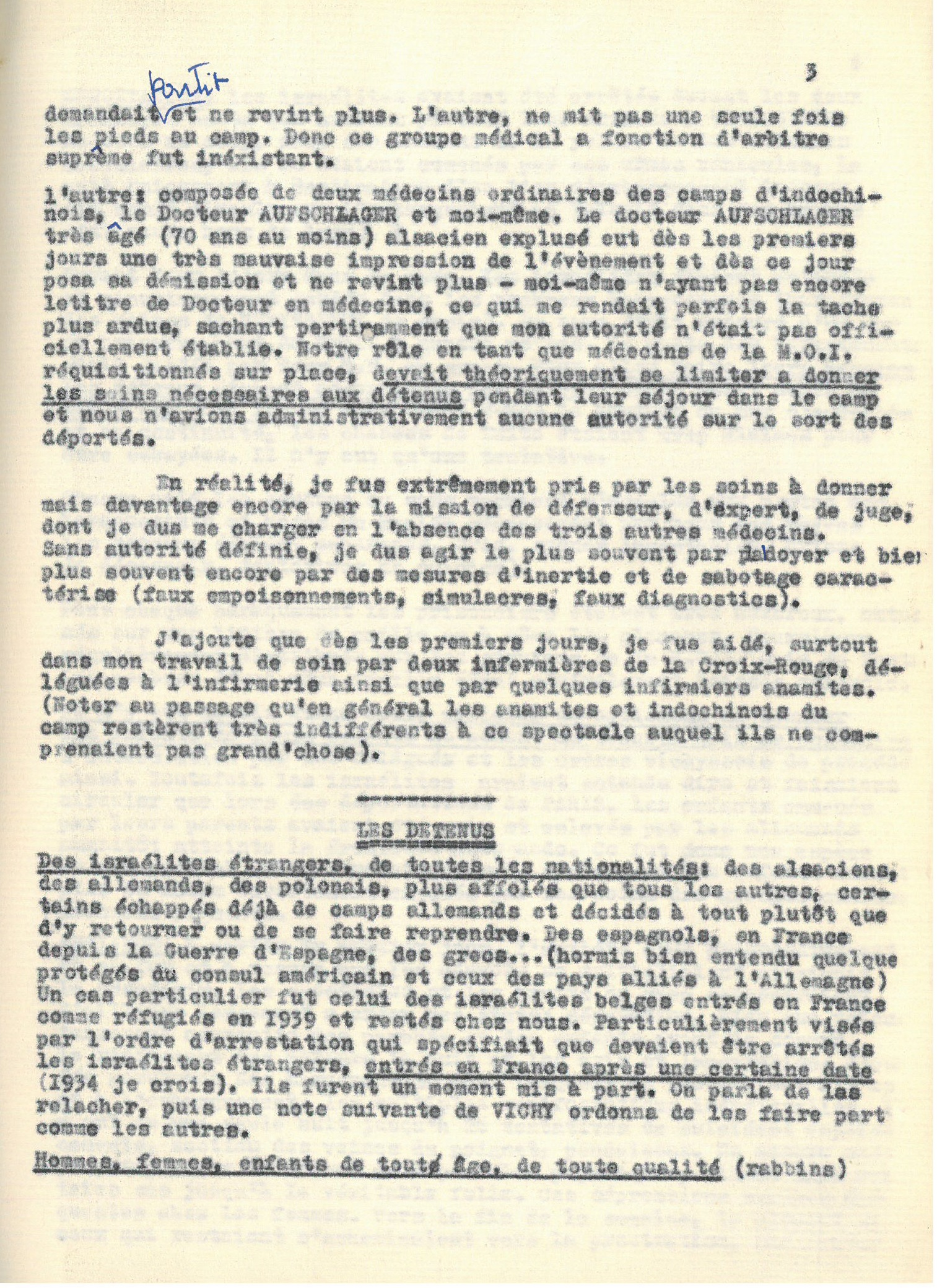
Déposition du Docteur Adam. ADRML 31 J B 113
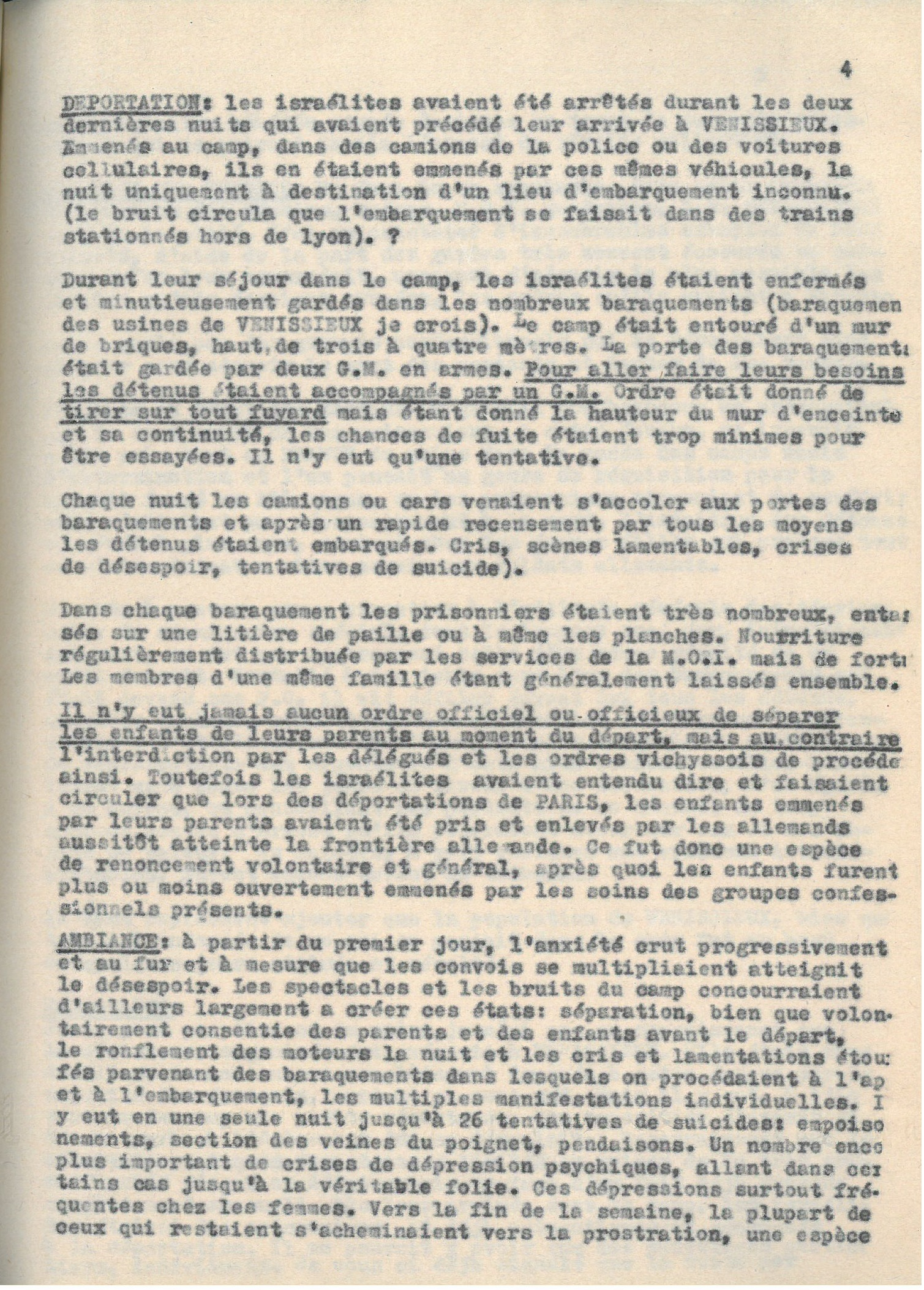
Déposition du Docteur Adam. ADRML 31 J B 113
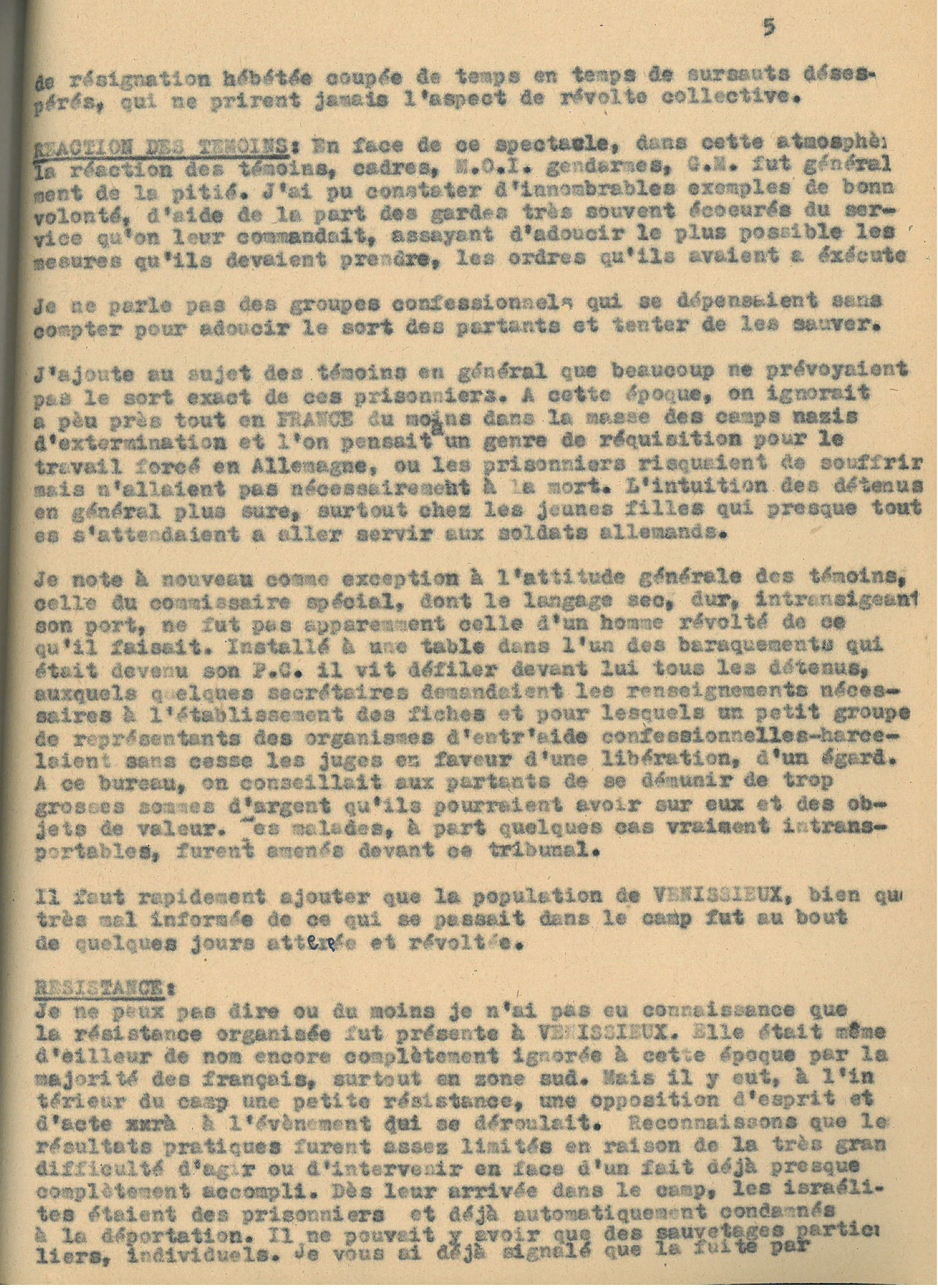
Déposition du Docteur Adam. ADRML 31 J B 113
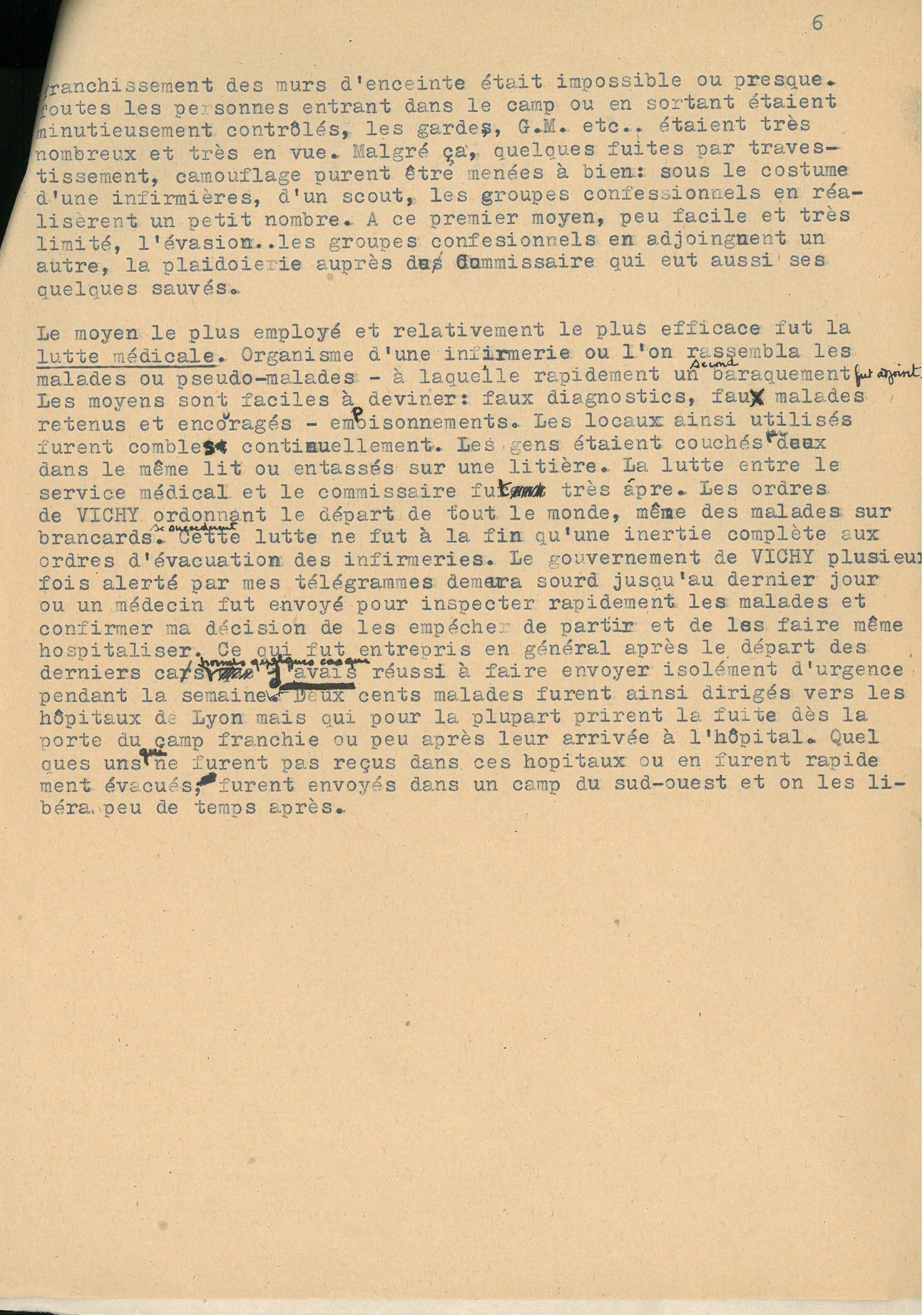
Déposition du Docteur Adam. ADRML 31 J B 113

## Sources
- Déposition du Docteur Adam sur le camp d'arrestation des Israélites à SAINT-FONS - VENISSIEUX - Archives départementales et Métropolitaines (31 J B 113)
- De nouvelles archives semblent avoir été découvertes en octobre 2021[6].